# Organismo di certificazione
L'Organismo di certificazione (spesso abbreviato con OdC) è una organizzazione (legalmente costituita) che certifica la conformità dei sistemi di gestione o dei prodotti o del personale a specifiche norme di riferimento.
Un Organismo di certificazione diviene un Organismo notificato nell'Unione europea quando ottiene, in generale a seguito di specifico accreditamento, l'abilitazione dell'Autorità governativa nazionale ad operare su almeno una Direttiva o Regolamento dell'Unione europea.
La notifica è un atto formale di comunicazione alla Commissione europea (ed agli altri Stati membri dell'Unione) da parte delle autorità dello Stato membro della UE, cui l'organismo o il laboratorio appartengono, che consente a questi ultimi di essere riconosciuti dalle autorità degli altri Stati membri e ne permette l'inserimento nel database ufficiale NANDO (New Approach Notified and Designated Organisations).

## Il contratto
Il processo di certificazione è inquadrato attraverso un contratto tra le parti che ha come oggetto, appunto, l'erogazione del servizio di certificazione e il rilascio del relativo certificato di conformità. Solitamente, il contratto è su base triennale. Qualsiasi sia il tipo di certificazione, l'organismo di certificazione è un fornitore le cui fatture sono pagate dall'organizzazione auditata e la trattativa è una negoziazione commerciale di libero mercato. Gli auditor, invece, sono addetti che hanno un rapporto lavorativo di subordinazione o di prestazione d'opera para-subordinata con l'organismo di certificazione.
Essendo l'attività degli organismi di certificazione regolata dal contratto, essa si esplica in rapporti di tipo privatistico, ne consegue che le certificazioni rilasciate dall'organismo di certificazione hanno natura giuridica di atti privati dichiarativi e non costituiscono certificazioni di diritto amministrativo.

## Tipi di certificazione

### Sistemi di gestione
L'Organismo di certificazione verifica che l'organizzazione operi conformemente ai requisiti degli standard gestionali in relazione a specifici aspetti, quali ad esempio:
- Gestione per la qualità[8]: ISO 9001
- Gestione ambientale: ISO 14001
- Gestione della sicurezza e salute dei lavoratori: ISO 45001
- Gestione dell'energia: ISO 50001
- Gestione della sicurezza delle informazioni: ISO 27001
- Etica sociale: SA 8000
- Gestione della continuità operativa: ISO 22301

### Prodotto
L'Organismo di certificazione verifica che i prodotti messi in commercio siano conformi a norme specifiche emanate per ogni singolo prodotto. In maniera equivalente, esiste anche la certificazione dei prodotti intangibili ovvero i servizi. 
Questo tipo di certificazione attesta, sulla base di verifiche ispettive ed eventuali campionamenti, che il produttore sia in grado di realizzare un bene (o un servizio) conforme a determinate caratteristiche specificate. La certificazione di prodotto riguarda anche le opere (strutture edili, impianti, edifici, strade, infrastrutture, progetti, ecc.) o i servizi (prodotti immateriali).
Da alcuni anni, nella Comunità europea, ogni prodotto agroalimentare regolamentato, ovvero DOP, IGP, STG (vino, formaggio, salume, ecc.), così come quelli a "marchio bio" deve essere sottoposto ad un piano di controllo ben preciso, monitorato unicamente da Organismi di certificazione, ai sensi dei Regolamenti (CE) N. 509/2006, (CE) N. 510/2006, (CE) N. 834/2007, (CE) N.  491/2009; questi sono tipicamente enti specializzati nel settore agroalimentare.
In questo caso (marchi DOP/IGP/STG di prodotti agricoli, prodotti Bio) le direttive UE li designano nominalmente organismi di controllo (OdC). In Italia gli organismi sono autorizzati come enti di controllo dal Ministero delle politiche agricole alimentari e forestali (MiPAAF) ma solo se specificatamente accreditati da ACCREDIA secondo la norma ISO 17065.

### Marcatura CE
Al fine di consentire la libera circolazione dei prodotti sul mercato interno dell'Unione Europea, il Parlamento ed il Consiglio dell'Unione Europea hanno emesso Direttive e Regolamenti che disciplinano le modalità di controllo dei prodotti stessi all'origine, affidando la responsabilità al fabbricante e l'esecuzione di prove e controlli ad Organismi di certificazione e laboratori notificati.
La marcatura CE viene apposta dal fabbricante (o dall'importatore) del prodotto a seguito dell'esito positivo delle prove o dei controlli effettuati in proprio dal fabbricante stesso, oppure, nei casi in cui le esigenze di sicurezza siano più forti, effettuati dall'organismo notificato, e assicura che il prodotto rispetti i minimi di sicurezza per consentirne l'uso in uno qualunque degli Stati membri della UE senza essere sottoposto ad ulteriori controlli.
La marcatura CE non è una sorta di certificazione (volontaria) di prodotto facoltativamente conseguibile. La marcatura CE è un adempimento, a carico del fabbricante o dell'importatore UE, obbligatorio per legge e attiene a requisiti di sicurezza dell'utilizzatore: invece prestazioni e livello qualitativo del bene rientrano in un'eventuale certificazione di prodotto (questa si volontaria) che può essere rilasciata solo da un organismo accreditato. Confondere queste due situazioni costituisce un falso e potrebbe essere sanzionato in sede civile e penale (o, per aziende certificate ISO 9001, motiverebbe l'apertura di una non conformità rispetto al regolamento di certificazione).

### Personale
L'Organismo di certificazione verifica che il personale (persone fisiche) possieda caratteristiche di istruzione, esperienza, capacità e formazione (in una sola parola: le competenze) idonee a svolgere determinate attività professionali. Tra le professioni tra cui è più diffusa la certificazione vi sono quelle di auditor, saldatore, project manager, consulente/esperto di gestione aziendale, addetti agli impianti elettrici. Al termine dell'iter, un professionista, oltre a essere "semplicemente" qualificato, sarà anche certificato.
Un settore ove le certificazioni professional sono assai diffuse è quello dell'ICT, sia quelle rilasciate dai produttori di soluzioni o tecnologie che da organismi indipendenti, spesso accreditati (ruoli e competenze sono articolate in grande quantità).

#### Italia
Con l'avvento in Italia del sistema dualistico delle professioni la certificazione del personale operante nelle professioni non regolamentate ha avuto un nuovo impulso e uno sviluppo maggiore.
La legge n. 4/2013 sulle professioni non regolamentate riconosce alle associazioni degli appartenenti a tali professioni, e solo ad esse, il ruolo di garanzia dell'utenza, tra cui la sussistenza della qualificazione professionale dei propri aderenti; ciò posto la "certificazione UNI personale" è una possibilità, ma non un obbligo, di accertamento delle competenze dell'appartenente a professioni non regolamentate che è rimessa all'autonomia associativa.

## Iter di certificazione
La certificazione, per un sistema di gestione, viene emessa a seguito di un audit (di certificazione) iniziale, preceduto da un esame della documentazione predisposta dall'azienda. L'audit iniziale viene solitamente eseguito in due fasi separate, denominate stage 1 e stage 2; la verifica di stage 1 (che normalmente si focalizza sull'esame documentale) verte sull'accertare le condizioni minime per poter proseguire (e relativi tempi) con la fase 2. Lo stage 2 deve (come le valutazioni di sorveglianza) sempre essere eseguito presso il sito. L'audit di stage 1 può essere eseguito nuovamente, o meno, al rinnovo della certificazione o in caso di estensione della stessa.
Nel corso della valutazione vengono verificate le evidenze della gestione aziendale, anche tramite interviste al personale e osservazione dei processi aziendali. A seguito della valutazione, possono essere riscontrate delle anomalie (tecnicamente: non conformità in sigla NC) fra quanto attuato dell'organizzazione e la norma di riferimento e/o dalle procedure definite dall'organizzazione, a seguito delle quali l'organizzazione attua azioni volte a risolvere la non conformità. In alcuni casi l'Organismo di certificazione può decidere di eseguire una verifica supplementare per accertare l'effettivo superamento della non conformità. Infatti, le non conformità sono solitamente classificate per gravità tra NC maggiori e NC minori. Esistono poi le cosiddette osservazioni che sono o proposte di miglioramento oppure piccole sbavature che non pregiudicano la conformità sostanziale di un determinato punto norma o attività.
Le certificazioni di prodotto e del personale seguono invece iter diversi da caso a caso.
Se previsto dalla norma tecnica di riferimento o dal disciplinare di certificazione, per la certificazione di prodotto possono essere prelevati campioni dei prodotti da certificare per sottoporli a prove in laboratorio, scelti o meno dall'organismo di certificazione.
Dopo la certificazione, l'Organismo di certificazione pianifica degli audit periodici di sorveglianza e, nel caso della certificazione di prodotto, prelievi di prodotti (normalmente annuali) per verificare il mantenimento della conformità alla norma. Anche nel corso delle verifiche di sorveglianza (solitamente annuali) possono essere riscontrate delle non conformità che l'organizzazione deve impegnarsi a risolvere. Nella maggior parte dei casi il mantenimento della certificazione prevede un periodico rinnovo (generalmente triennale, come nel caso dei sistemi di gestione) con una ripetizione dell'audit iniziale al fine di ri-certificare l'oggetto di certificazione (audit di rinnovo o re-audit). Esistono poi gli audit straordinari (anche detti audit di follow-up) eseguiti qualora la o le non conformità rilevate (in gergo "aperte") fossero particolarmente gravi o numerose: in questi casi occorre effettuare una valutazione aggiuntiva, successiva all'audit che ha rilevato tali anomalie, onde poter "chiudere" le non conformità.
Quando la norma di riferimento cambia di edizione allora occorre eseguire l'audit di transizione (che materialmente può essere eseguito anche durante un audit già programmato oppure essere ad hoc). L'audit di estensione è, invece, un audit il cui obiettivo è estendere la certificazione ad altri prodotti/servizi, sedi, processi/attività. Anche questo può essere ad hoc oppure coincidere con uno già programmato (rinnovo o sorveglianza).
Poiché la certificazione di una determinata organizzazione, o prodotto o persona, può essere soggetta a pressioni (ad esempio commerciali), le attività dell'Organismo di certificazione devono essere sorvegliate da un organo che rappresenti le parti interessate alla certificazione stessa, che decide, in maniera paritetica tra le parti, se l'OdC sia sufficientemente indipendente e rilasci certificazioni senza alcuna discriminazione o favoritismo indebito, tutelando così la credibilità delle certificazioni emesse. Questa ed altre caratteristiche di funzionamento degli Organismi di certificazione sono stabilite dalle norme di accreditamento sotto indicate.
Qualsiasi sia l'oggetto della certificazione, al termine dell'iter l'organismo rilascerà un certificato di conformità (che preciserà la norma rispetto alla quale si è eseguito l'audit).
Termini come "visita", "ispezione" (o "ispettore") seppur molto utilizzati nella pratica non sono corretti (i termini normati sono "audit", "auditor" o "valutatore").

### Audit da remoto
L'audit da remoto è un audit svolto non presso il sito ma mediante teleconferenza. Metodo già previsto e consentito dai regolamenti (usato soprattutto nel settore dei servizi), il ricorso all'audit da remoto ha avuto nel 2020 (a partire da marzo), in seguito alla Pandemia di COVID-19 e lockdown conseguente, un elevatissimo aumento. In questo periodo è diventato di fatto l'unico modo per svolgere audit.

## Accreditamento
Per garantire l'omogeneità di comportamento e per la credibilità della certificazione, gli Organismi di certificazione devono operare secondo le indicazioni di specifiche norme:
- UNI CEI EN ISO/IEC 17021:2011 per la certificazione dei sistemi di gestione
- UNI CEI EN ISO/IEC 17065:2012 per la certificazione di prodotto (ha sostituito la EN 45011:1999 dal 15 settembre 2015)
- UNI CEI EN ISO/IEC 17024:2004 per la certificazione del personale

Un ente indipendente verifica il comportamento degli Organismi di certificazione e, quando accerta che operano in conformità alle norme di riferimento, accredita l'Organismo di certificazione, sorvegliandone il comportamento nel tempo. 
L'ente di accreditamento italiano è ACCREDIA.
L'accreditamento per la certificazione dell'etica sociale (SA 8000) è concesso, a livello internazionale, da SAAS (Social Accountability Accreditaton Services), organismo indipendente collegato a SAI che è invece proprietario della norma SA 8000.
L'Organismo di certificazione non è accreditato genericamente ma specificatamente. Questo significa che è accreditato a rilasciare certificati di conformità solo rispetto a singole norme (o schemi di certificazione – cioè protocolli specifici che definiscono nel dettaglio le regole della certificazione) e, contemporaneamente, solo in determinati settori o sotto–settori (secondo la classificazione  IAF). Tradizionalmente infatti, a parte gli enti più grandi, che sono multinazionali a tutti gli effetti, il mercato degli organismi di certificazione si è inizialmente sviluppato a partire da "verticalizzazioni" ovvero specializzazioni settoriali (navale, siderurgia, elettrico, meccanica, chimica, edile, agricoltura, servizi, ecc.) o territoriali, spesso come espressioni delle relative associazioni di categoria. Oppure, l'altra tipica genesi storica è stata l'estensione a questo servizio sviluppata da enti riconosciuti per le omologazioni di determinati prodotti (in primis elettrico, navale, apparecchiature di misura legale/macchine).
Come tra organizzazioni/persone certificate e organismi di certificazione esiste un contratto, così anche tra organismi di certificazione/laboratori accreditati ed ente di accreditamento esiste un accordo contrattuale rispetto al quale i soggetti accreditati pagano l'ente di accreditamento che rilascia un certificato di accreditamento ovvero di conformità rispetto alla norma e/o regolamento di accreditamento in oggetto.
Tra i diversi Organismi di certificazione e i diversi enti di accreditamento esistono accordi di mutuo riconoscimento, per assicurare riconoscibilità e validità delle certificazioni rilasciate, in genere in paesi diversi, tramite diversi accreditamenti.
Il Regolamento europeo (CE) 765/2008 stabilisce norme riguardanti l’organizzazione e il funzionamento dell’accreditamento e definisce pertanto come funziona l’accreditamento, utilizzato su base obbligatoria o volontaria, in relazione alla valutazione della conformità, ma non impone una obbligatorietà dell'accreditamento per svolgere le attività di certificazione, ispezione e prova. Ne consegue che l'accreditamento non è di per sé obbligatorio per svolgere la funzione di Organismo di certificazione e sono solo le singole disposizioni cogenti (le leggi, i decreti oppure i bandi di gara della pubblica amministrazione) che prescrivono che l'azienda, il prodotto, processo, servizio, la figura professionale siano certificati da un organismo accreditato.
Oltre tutto, prima di poter richiedere l'accreditamento in uno schema o in un settore preciso, l'organismo deve avere rilasciato un numero minimo di certificazioni che sono pertanto emesse fuori accreditamento. Ciò è dettato dai regolamenti di accreditamento ed è un fatto del tutto fisiologico. Nei casi di certificazioni non accreditate il mercato e gli utilizzatori devono valutare il valore delle stesse sulla base dell'autorevolezza e reputazione (credibilità) dell'organizzazione che le ha rilasciate.

## Avvertenza
Oltre alle certificazioni di cui sopra, sono comuni le certificazioni delle prove di laboratorio (esempio analisi chimico/fisiche) oppure quelle di taratura (della strumentazione di misura o dei materiali di riferimento). L'accreditamento che sovrintende tali certificazioni considera i laboratori, dal punto di vista "gerarchico", alla stregua degli organismi di certificazione, in quanto organismi rilascianti certificazioni che attestano determinate caratteristiche delle sostanze e materiali sottoposti a prova. L'ente che accredita i laboratori (sia prove che taratura) è lo stesso che accredita gli organismi di certificazione, ovvero ACCREDIA. La norma di riferimento per questo tipo di accreditamento è la ISO/IEC 17025 (Requisiti generali per la competenza dei laboratori di prova e di taratura). Essendo l'accreditamento (a fronte di questa norma) concesso con riferimento alle singole prove, un laboratorio può effettuare prove accreditate ma anche non accreditate: tali circostanze devono essere precisate nei certificati o attestati di prova.
È peraltro possibile che un laboratorio sia certificato ISO 9001 da un ente di certificazione; tale certificazione, che non deve essere confusa con l'accreditamento, non assicura la competenza del laboratorio ad effettuare le singole prove, ma solo che lo stesso è dotato di un sistema qualità conforme alla ISO 9001, eventualmente applicato alla sua attività per intero.
Pertanto, laboratori di prova o di taratura possono essere sia certificati che accreditati oppure o solo certificati o solo accreditati. Ma qualora il risultato della prova o della taratura debba avere validità riconosciuta (per contratto, per norma, per legge, per regolamentazione di settore, etc.) è solo l'accreditamento che garantisce il soddisfacimento dei requisiti previsti.

## Associazioni di Organismi di certificazione
Tanto a livello nazionale come a livello internazionale esistono associazioni e federazioni di organismi di certificazione che tutelano gli interessi dei loro associati rappresentandoli sia nei confronti degli organismi di accreditamento che nei confronti della Autorità nazionali.

### Associazioni italiane
Sono presenti in Italia alcune associazioni di categoria per Organismi di certificazione o più in generale per organismi di valutazione della conformità (Organismi di certificazione e di ispezione e laboratori di prova e taratura). Le principali sono:
- ALPI - Associazione Laboratori e Organismi di Certificazione e Ispezione;[29]
- AIOICI - Associazione Italiana Organismi Indipendenti Certificazione e Ispezione;[30]
- Federazione CISQ - Federazione Certificazione Italiana Sistemi Qualità;[31]
- CONFORMA - Associazione Organismi Certificazione Ispezione Prove Tarature;[32]
- UNOA - Unione Nazionale Organismi Accreditati.[33]

### Associazioni internazionali
- CEOC International - International Confederation of Inspection and Certification Organisations;[34]
- IIOC - Independent International Organisation for Certification;[35]
- IQNet - The International Certification Network.[36]

## Limiti dei sistemi di certificazione
La certificazione secondo standard tecnici presuppone che gli standard siano predisposti da enti di normazione, e non definiti dai singoli soggetti sottoposti al controllo sul rispetto degli standard. Questo può rendere impossibile accedere a sistemi di certificazione a tutte le imprese che abbiano standard propri e innovativi e che siano tutelati con il segreto industriale e con i brevetti (tra l'altro come riferisce l'economista Solinas "Tutta la normativa tecnica (sia quella di prodotto, sia quella di processo e di sistema) tende rallentare l'innovazione, inclusa l'innovazione organizzativa. La conformità a standard predefiniti, per definizione, non contempla l'uscita dai suoi canoni"). Inoltre piccole e medie imprese che lavorano per la creazione di prodotti con caratteristiche concordate caso per caso col committente o per la realizzazione di prodotti artigianali, sono penalizzate dalla standardizzazione che è naturalmente funzionale alle imprese medio-grandi con modelli organizzativi adattati alla realizzazione di prodotti seriali.
A questa osservazione va però affiancata la seguente: le norme (almeno quelle sui sistemi di gestione), con l'avvento del HLS (High Level Structure) all'incirca a metà degli anni '10, sono state di molto semplificate in termini di prescrizioni e aspetti documentali. In base alla valutazione del rischio è l'organizzazione che sceglie il modello adatto non il viceversa: le norme delle nuove edizioni sono state sviluppate perché siano implementabili da qualsiasi tipo di organizzazione e di qualsiasi settore (non vi è più alcun riferimento terminologico al mondo manifatturiero). Infatti, citando la sola ISO 9001, commercio e servizi sono i settori di nuove certificazioni maggiori, atteso che l'Italia (survey 2023) è la seconda nazione al mondo (dopo la Cina) e la prima nell'Unione europea per numero di certificati accreditati emessi.